# Bzie
Bzie (niem. Goldmannsdorf) – sołectwo miasta Jastrzębie-Zdrój. Stanowi wschodni obszar miasta, graniczący z gminą Pawłowice. W 2015 r. sołectwo miało 3937 mieszkańców i zajmowało obszar o powierzchni 1728,73 ha, co stanowi 19% powierzchni miasta. Bzie położone jest nad potokiem Bzianką.
Sołectwo obejmuje części miasta i dawne wsie: Bzie Zameckie, Bzie Górne i Bzie Dolne. Graniczy na zachodzie z sołectwem Ruptawa i Cisówka oraz osiedlami Pionierów, Barbary i Jastrzębie Górne i Dolne. Na północy, wschodzie i południu graniczy z gminą Pawłowice w powiecie pszczyńskim (wsie Pniówek, Pawłowice, Golasowice i Pielgrzymowice).

## Nazwa
Miejscowość Bzie wzmiankowana jako Byze w dokumencie z 25 października 1293 roku.
W księdze łacińskiej Liber fundationis episcopatus Vratislaviensis (pol. Księga uposażeń biskupstwa wrocławskiego) spisanej za czasów biskupa Henryka z Wierzbna w latach 1295–1305 miejscowość wymieniona jest w szeregu wsi położonych w okolicy Żor i Wodzisławia (ville circa Zary et Wladislaviam) w zlatynizownej formie Goltimani: Item in Goltimanni villa debent esse LXIII mansi. Co oznacza, że "również wieś Bzie winna płacić dziesięcinę z 63 łanów". Z kolei zgermanizowane wersje spotyka się w dwóch innych dokumentach. Pierwszym jest dokument z 25 października 1293 roku wydany przez księcia raciborskiego Przemysława w którym Bzie występuje pod nazwą Goldmannsdorf: "[...] Rattibor den 8 Nov. 1293 dem Besitzer des in der Standesherrschaft Pless gelegenen Guthes Pawlowitz, Wojani, […] wie er denn auch gedachtem Wojani úber die bereits gehabte 50 Fránkische Morgen Landes noch 30 Fránkische Morgen zwischen Goldmannsdorf und Golassowitz[...]” (Właściciel Pawłowic, Wojan, w Raciborzu 25 października 1293 r. do posiadanych już 50 frankońskich morgów, otrzymał dodatkowo 30 morgów położonych pomiędzy Bziem i Golasowicami). Drugim dokumentem jest ten z 22 listopada 1409 r. w którym Bzie występuje pod nazwą Goldmirsdorf: "[...] Um 22 November 1409 treffen wir den Herzog in Rybnik, wo er bekannt macht, das Frau Weronika Woinia Und ihre Schwester Margareth von Goldmirsdorf (so hieβ damals Goldmannsdorf) ihr väterliches Erbe daselbst á 30 Mark prager Groschen poln. Zahl den Gebrüdern Goslav Und Mikunden von Jajkowic verkanft haben und gestattet er ihnen, das Dorf in Lehnrecht zu besitzen […]” (siostry Weronika i Małgorzata Woiani sprzedały za 30 marek praskich groszy liczonych po polsku ojcowiznę - Bzie, braciom z Jejkowic, Gosławowi i Mikundejowi).
W alfabetycznym spisie miejscowości na terenie Śląska wydanym w 1830 roku we Wrocławiu przez Johanna Knie wieś występuje pod lokalnymi nazwami w etnolekcie śląskim - Bzi postrzedni, Bzi dulni oraz Bzi wierchni, a także nazwami niemieckimi Mittel, Nieder oraz Ober Goldmannsdorf.

## Historia
Miejscowa parafia funkcjonowała tu już w XIV wieku.
W okresie międzywojennym Bzie Dolne było jedną z 4 gmin w górnośląskiej (dawnej pruskiej) części województwa śląskiego, gdzie protestanci stanowili większość mieszkańców (60,6% w 1933). Podlegali oni parafii w Golasowicach. W latach 1945–1954 Bzie Górne, Dolne i Zameckie należały do gminy Golasowice w powiecie pszczyńskim. W 1954 roku Bzie Górne, Dolne i Zameckie weszły w skład gromady Bzie Zameckie, włączonej do powiatu wodzisławskiego w 1957 roku. W latach 1973–1975 stanowiły część gminy Ruptawa, a w 1975 roku Bzie zostało włączone w granice miasta Jastrzębia-Zdroju. 

## Zabudowa
Na terenie Bzia znajduje się zabytkowy zespół dworski, składający się z późnorenesansowego dworu obronnego z 1636 roku oraz pozostałości po parku dworskim z pomnikowym dębem szypułkowym. Ponadto zachowały się średniowieczne rzeźby z nieistniejącego drewnianego kościoła – eksponowane obecnie w Muzeum Archidiecezjalnym w Katowicach.
Przy głównej drodze z Jastrzębia do Pawłowic pomnik upamiętniający wkroczenie na te tereny wojsk polskich po podziale Górnego Śląska 4 lipca 1922. Na cmentarzu znajduje się grób 22 więźniów oświęcimskich – ofiar marszu śmierci z Oświęcimia do Wodzisławia Śląskiego.

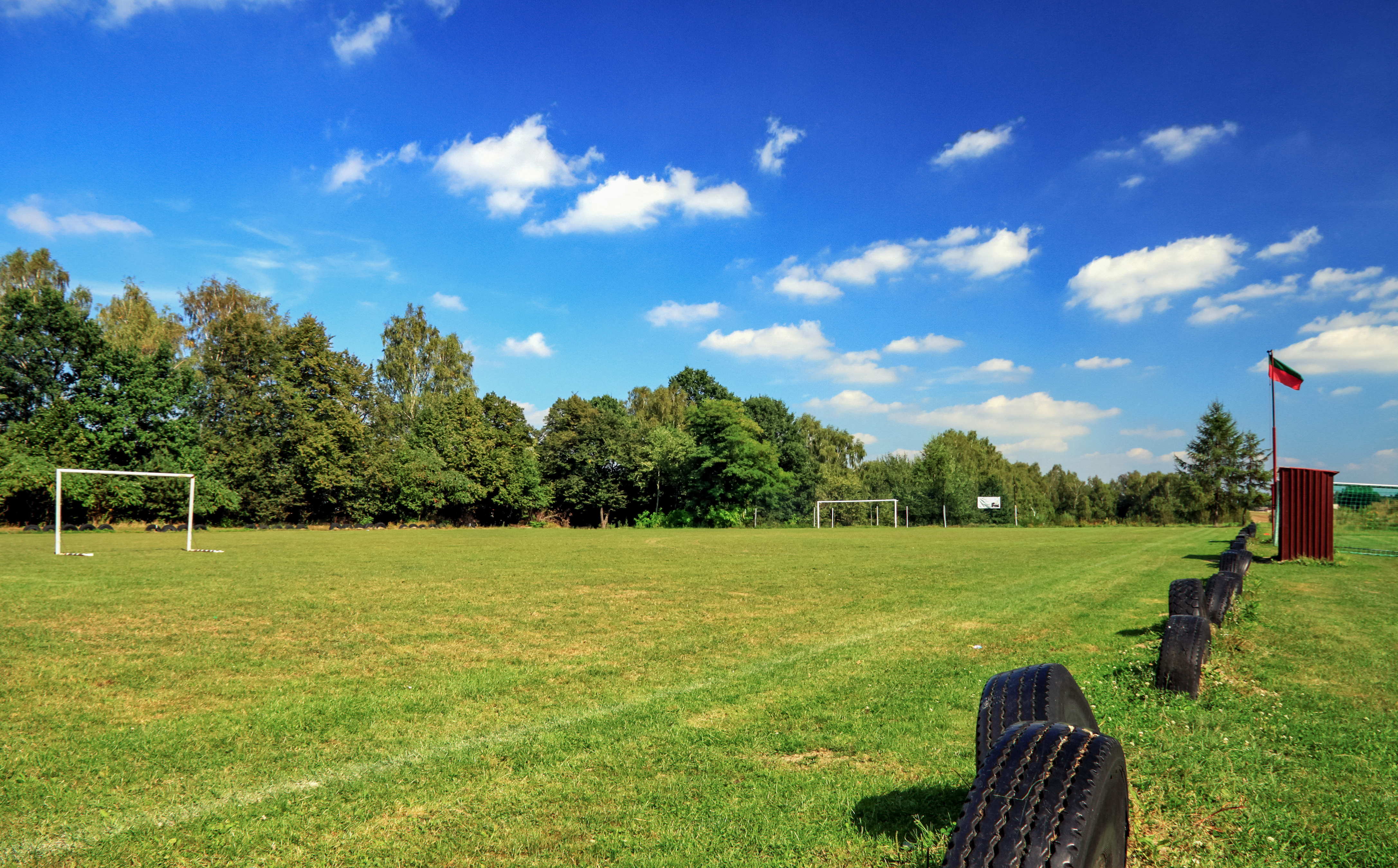
Boisko piłkarskie
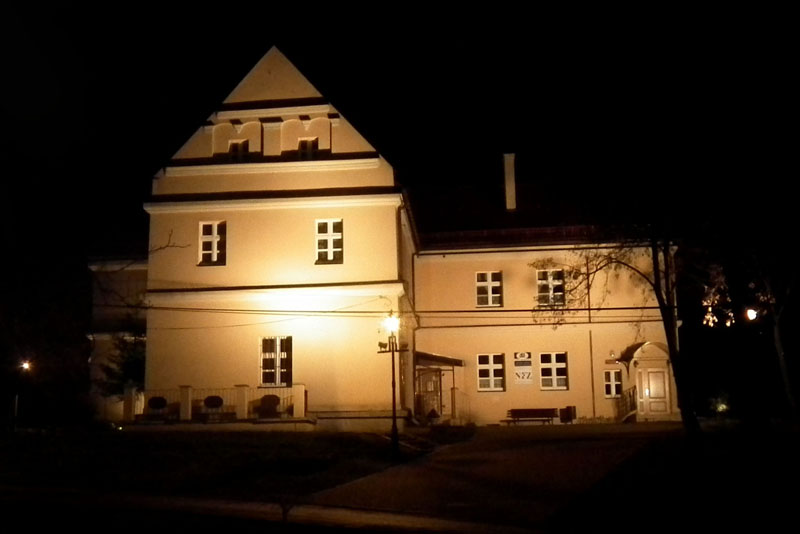
Zabytkowy dwór obronny

## Turystyka
Przez Bzie przebiegają następujące trasy rowerowe oraz piesze:
- EuroVelo 4 (EV 4) - międzynarodowa trasa rowerowa która dociera do miasta od strony Gołkowic i przechodzi przez następujące części miasta: sołectwo Moszczenica, osiedle Zdrój, centrum, las Kyndra i sołectwo Bzie. Trasa opuszcza miasto granicząc z powiatem pszczyńskim i biegnie dalej do Golasowic w gminie Pawłowice.
- niebieska trasa rowerowa nr 279 - Jastrzębie-Zdrój - Strumień
- zielona trasa rowerowa nr 13 - Rybnik - Jastrzębie-Zdrój - Ustroń
- Szlak im. Ewakuacji Więźniów Oświęcimskich (91 km) → trasa: Oświęcim – Wodzisław Śląski[9]
- Szlak Zebrzydowicki (9,80 km) → trasa: Zebrzydowice – Bzie Zameckie[10]

W Bziu działa klub piłkarski LKS Zryw Bzie, który występuje w klasie B podokręgu Rybnik. 

## Podział
Przysiółki
- Bzie Dolne
  - Szyrówka
- Bzie Górne
- Bzie Zameckie
  - Kolonia Jana
  - Pastorówka
  - Skerbenia